# Phanoperla hubleyi
Phanoperla hubleyi és una espècie d'insecte plecòpter pertanyent a la família dels pèrlids que es troba al Vietnam. El seu nom científic honora la figura de B. Hubley, el qual col·leccionà l'holotip i d'altres materials emprats en el seu estudi.

## Descripció
- Els adults conservats en alcohol presenten un color pàl·lid sense taques fosques al cap, ales igualment pàl·lides amb la nervadura de color marró pàl·lid i les potes marrons pàl·lides.
- Les ales anteriors dels mascles fan 7,5 mm de llargària.[5]